# Heidebos
Heidebos är en skog i Belgien.   Den ligger i provinsen Östflandern och regionen Flandern, i den nordvästra delen av landet, 50 km nordväst om huvudstaden Bryssel.
Omgivningarna runt Heidebos är en mosaik av jordbruksmark och naturlig växtlighet. Runt Heidebos är det tätbefolkat, med 369 invånare per kvadratkilometer.